# Georgine Kellermann

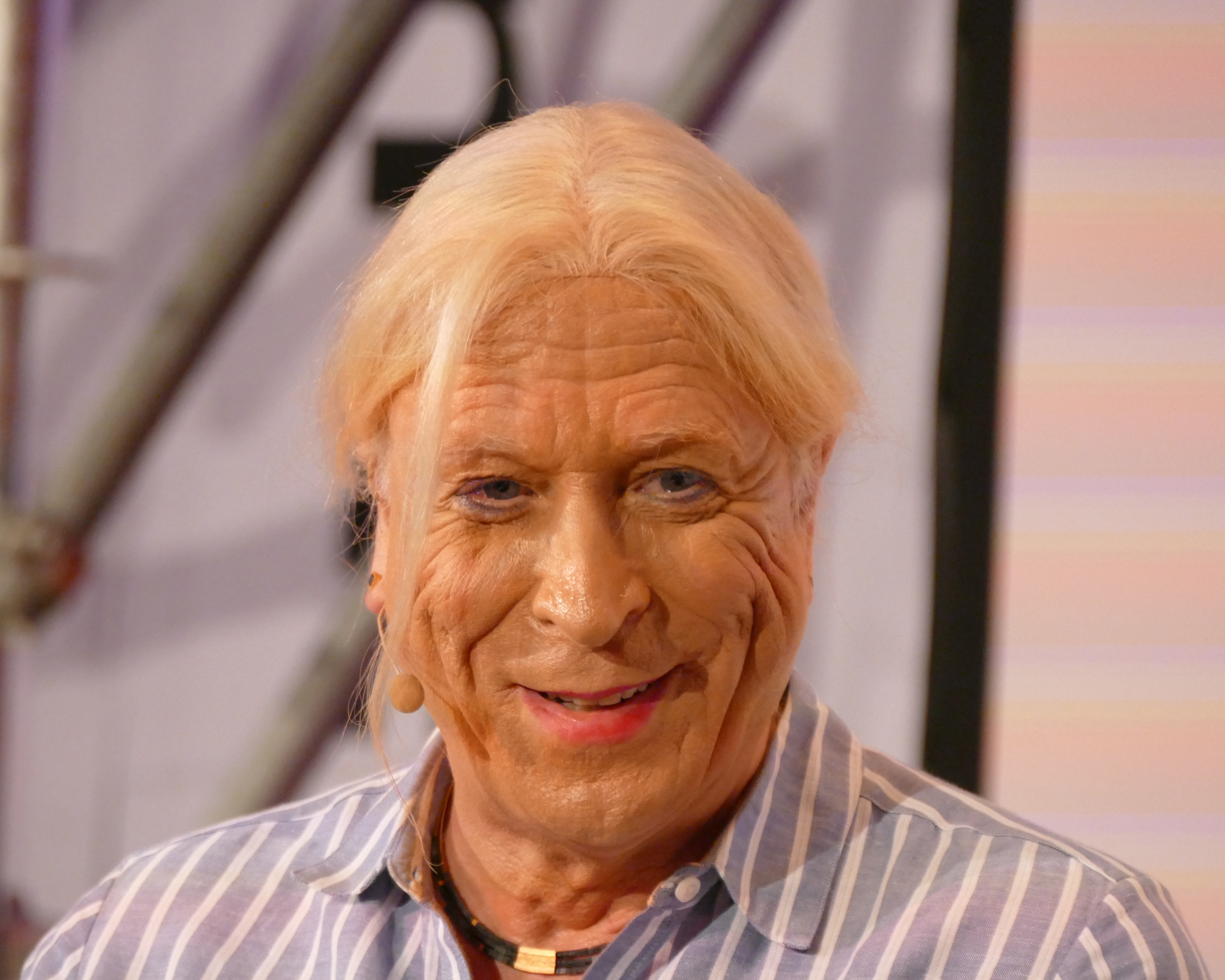
Georgine Kellermann, 2024

Georgine Kellermann (* 21. September 1957 in Ratingen als Georg Kellermann) ist eine deutsche Journalistin.

## Leben

### Karriere
Kellermann besuchte von 1969 bis 1978 das Theodor-Heuss-Gymnasium in Ratingen und schrieb bereits vor dem Abitur für die Lokalredaktion Ratingen der Rheinischen Post. 1983, kurz nach Start des WDR-Abendmagazins Aktuelle Stunde, bewarb sie sich dort und wurde Regionalkorrespondentin für Duisburg und den Niederrhein. Die letzten Arbeitskämpfe der Stahlarbeiter in Duisburg-Rheinhausen waren in jener Zeit ihre Hauptthemen.
1992 wurde Kellermann Redakteurin des ebenfalls gerade gestarteten ARD-Morgenmagazins und berichtete als Korrespondentin aus Washington und Paris. 1997 zog sie nach Washington, um von dort zusammen mit Claus Kleber, Tom Buhrow und Sabine Reifenberg als Korrespondenten für die ARD zu berichten. 2002 ging Kellermann für fünf Jahre als ARD-Korrespondentin nach Paris, führte ab 2006 das ARD-Studio in Bonn und wurde 2014 Studioleiterin des WDR-Studios in Duisburg. 2019 übernahm sie die Leitung des WDR-Studios in Essen. Im September 2023 ging Kellermann nach mehr als 40 Jahren Berufstätigkeit in den Ruhestand.

### Coming-out
In ihrem privaten Umfeld war schon länger bekannt, dass Kellermann transgender ist; dem Vater gegenüber erklärte sie sich Mitte der 1980er-Jahre. In ihrer vertrauten Umgebung trug sie seit Jahren Frauenkleidung.
Im beruflichen Leben erschien sie lange Zeit weiterhin in der Rolle als Mann. Alte Meldungen, Aufzeichnungen und Archivmaterial erwähnen sie daher meist noch unter ihrem früheren Namen. Sie erklärte dazu Ende 2019 in einem Interview: „Das war ein wahnsinniger Kraftakt, all die Jahre diese Rolle zu spielen. Ich habe im Bekanntenkreis, im Freundeskreis, in der Familie nie damit hinterm Berg gehalten. […] Ich hatte die Pumps an, bis ich in die Tiefgarage des Studios fuhr. Dann habe ich sie ausgezogen. […] Dann bin ich arbeiten gegangen.“ Als Begründung für dieses lange Verstecken ihres Frauseins im Beruf führte sie aus: „Ich hatte Sorge, dass man über mich lacht. Dass man das nicht mehr trennt – die journalistische Kompetenz und die soziale Kompetenz. […] Meine Sorge war einfach […]. Wenn ich jetzt werde, wer ich bin, dass ich dann nicht mehr tun kann, was ich liebe.“
Im September 2019 fasste Kellermann während eines Aufenthalts in den USA den Entschluss zu ihrem Coming-out als Transfrau. Zunächst änderte sie das Profilbild in den sozialen Medien und erklärte sich nach ihrer Rückkehr vor ihren Kollegen „als die Frau, als die sie sich schon immer fühlt.“ Im September 2020 wurde sie personenstandsrechtlich als Frau registriert. Der WDR als ihr Arbeitgeber führte sie nun offiziell als „Studioleiterin Georgine Kellermann“.

## Auszeichnungen
- 1999: Radio-, TV- und Neue-Medien-Preis gemeinsam mit Tom Buhrow, Claus Kleber und Sabine Reifenberg für Oh Gott, Amerika! Glaube, Seelen, Scharlatane über Evangelisten, Wanderprediger und Sektierer in den USA[7]
- Pride Award 2021[8]

## Veröffentlichungen
- Georgine. Der lange Weg zu mir selbst: Meine Befreiung als trans* Frau nach über 60 Jahren, Ullstein, Berlin 2024, ISBN 978-3-550-20239-1.